# Xe législature de la République italienne
La Xe législature du Parlement de la République italienne a été ouverte le 15 juin 1987 et s'est fermée le 22 avril 1992.

## Composition de la Chambre des députés
Président de la Chambre des députés: Nilde Iotti
| Groupe parlementaire           | Députés |
| ------------------------------ | ------- |
| Parti démocratie chrétienne    | 234     |
| PCI                            | 177     |
| PSI                            | 94      |
| Mouvement social italien       | 35      |
| PRI                            | 21      |
| Parti social-démocrate italien | 17      |
| Liste verte                    | 16      |
| PLI                            | 11      |
| Südtiroler Volkspartei         | 3       |
| Ligue Lombarde                 | 1       |
| Autres                         | 1       |
| Total                          | 630     |